# The Lego Batman Movie
The Lego Batman Movie eller Lego Batman filmen er en amerikansk 3D computeranimeret superheltefilm der fik biografpremiere i februar 2017. Filmen er en spin-off film af Lego Filmen - Et klodset eventyr, og er baseret på tegneserien om Batman. Den er instrueret af Chris McKay, og har Will Arnett, Zach Galifianakis, Rosario Dawson, Michael Cera og Ralph Fiennes i hovedrollerne.

## Medvirkende
- Will Arnett som Batman/Bruce Wayne

- Zach Galifianakis som Jokeren

- Michael Cera som Dick Grayson/Robin

- Rosario Dawson som Barbara Gordon/Batgirl

- Ralph Fiennes som Alfred Pennyworth

- Jenny Slate som Harley Quinn

- Zoe Kravitz som Selina Kyle/Catwoman

- Billy Dee Williams som Harvey Dent/Two-Face

- Mariah Carey som Borgmester

- Channing Tatum som Kal-El/Superman

## Produktionen

### Udvikling
I oktober 2014 gav Warner Bros. offentliggjorde adskillige film, som desuden var The Lego Batman Movie. Chris McKay som var medinstruktør på Lego Filmen - Et klodset eventyr blev hyret til at instruere filmen. Will Arnett kom tilbage for at lægge stemme til Batman, historien var skrevet af Seth Grahame-Smith. Den 20. april 2015 mærkede Warner Bros. Lego Batman filmen til den 7. februar 2017.

### Casting
Michael Cera blev hyret til at lægge stemme til Robin. Rosario Dawson blev hyret til at lægge stemme til Barbara Gordon, som er politichef James Gordons datter, og som senere bliver Batgirl. I den næste måned blev Ralph Fiennes hyret til at lægge stemme til Alfred Bennyworth. De forudgående meldinger, sagde at Mariah Carey var i dialog om at spille figuren Commissioner Gordon, men det blev senere offentliggjort at hun i stedet skulle spille borgmesteren.